# میشائیل یون
میشائیل یون (آلمانی: Michael Jung؛ زادهٔ ۳۱ ژوئیه ۱۹۸۲) یک سوارکار اهل آلمان است.
وی همچنین برندهٔ جوایزی همچون برگ بوی نقره‌ای شده است.
وی در مسابقات کشوری و بین‌المللی در مجموع برندهٔ ۱۱ مدال طلا، ۲ مدال نقره، ۱ مدال برنز شده‌است.